# جمهور (سیسرون)

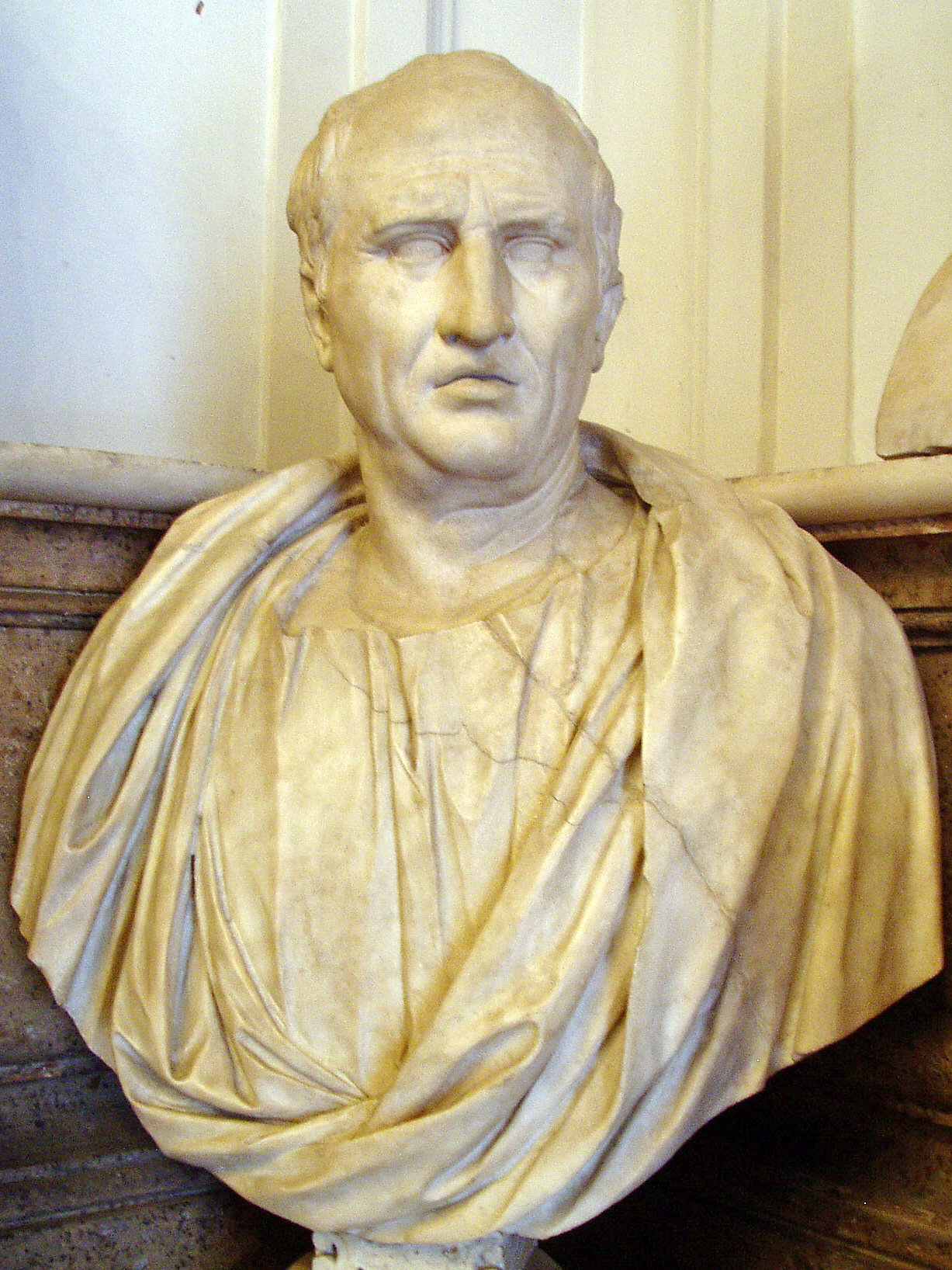
نیم‌تنه سیسرون، نویسنده جمهور

جمهور (به لاتین: De re publica؛ به این‌جا مراجعه کنید) گفتگوی سیسرون دربارهٔ سیاست روم است که در شش کتاب بین سال‌های ۵۴ و ۵۱ قبل از میلاد نوشته شده‌است. این اثر به‌صورت کامل باقی نمانده و قطعات زیادی از آن از بین رفته‌است. بخش‌های باقی‌مانده از گزیده‌هایی از آثار بعدی که از یک پالمپسست کشف‌شده در سال ۱۸۱۹ استخراج شده‌اند. سیسرون از این اثر برای توضیح نظریه قانون اساسی رومی استفاده می‌کند. این اثر که به تقلید از جمهور افلاطون نوشته شده‌است، به شکل گفتگوی سقراطی است که در آن اسکیپیو امیلیانوس نقش پیرمردی خردمند را بازی می‌کند.
این گفتگو به بررسی نوع حکومتی می‌پردازد که از زمان پادشاهان در روم ایجاد شده بود و کسانی چون ژولیوس سزار با آن به چالش کشیده شدند. در این اثر تدوین قانون اساسی توضیح داده شده‌است و سیسرون انواع مختلف قانون اساسی و نقش‌هایی که شهروندان در حکومت ایفا می‌کنند را بررسی می‌کند.

## ریشه‌شناسی عنوان اثر
نسخه لاتین عنوان این اثر در دو نسخه با نام‌های De re publica و De Republica ارائه شده‌است، اما بسته به منبع، ترجمه عنوان این اثر بیش‌تر بر اساس انتخاب مترجم است:
ترجمه عبارت «res publica» (که در ترجمه عنوان این مقاله آمده‌است) بسیار دشوار است. مترادف انگلیسی مدرن آن، republic، (همچنین اصطلاحات مشابه در زبان‌های دیگر) معانی کاملاً متفاوتی از معنای اصلی لاتین (res publica = به معنای واقعی کلمه «مسئله عمومی») به‌دست آورده‌است و مفهوم این اصطلاح را مشکل‌ساز می‌کند. به‌دلیل مشکلاتی که در ترجمه عنوان پیش می‌آید، توافق کلی در مورد بهترین روش برای حفظ معنای لاتین آن وجود ندارد. ذکر این نکته مفید است که سیسرون به‌طور قطع در هنگام نام‌گذاری گفتگوی خود، عنوان گفتگوی مشهور افلاطون، یعنی «جمهور» (به یونانی: Πολιτεία, Politeia) را در نظر داشته‌است. در حالی که گفتگوی افلاطون با عنوان جمهور ترجمه می‌شود، politeia بیشتر به‌معنای «قانون اساسی»، «رژیم» یا «تشکیلات» ترجمه می‌شود و دلیل نامیدن این گفتگو با عنوان جمهور را می‌توان به خود رساله در زبان لاتین و رفتار سیسرون نسبت داد.

## سبک
سیسرون جمهور را با دقت ویرایش کرد تا به سبکی عالی دست یابد. او از عبارات باستانی در این رساله استفاده کرد، و از یک جنبش خاص در ادبیات لاتین بهره نبرد. علت آن، نوشتن جمهور در زمان گذشته و بحث در مورد مسائل تاریخی و حقوقی با زبان گذشتگان بود. آثار متأخر او حاوی کلمات باستانی کمتری است. کلمات باستانی در جمهور به‌طور نامنظمی توزیع شده‌اند. در میان مجلدات باقی‌مانده، واژه‌های متعدد منسوخ در کتاب دوم که به موضوعات تاریخی اختصاص داده شده‌است، در مقایسه با کتاب اول که در آن مسائل نظری مورد بحث قرار می‌گیرد، دو برابر بیش‌تر است. سیسرون سعی کرد با تغییر جنبه‌ای از زبان گفتاری عصر اسکیپیونیک از شرکت‌کنندگان در گفتگو تقلید کند. این رساله از منظر سبک‌شناختی ویژگی‌های دیگری نیز دارد: تعداد زیادی از عناصر زبانی در مقایسه با سایر آثار فلسفی و عناصر دستور زبان باستانی، هنوز در زبان رسمی استفاده می‌شوند، اما در سخنرانی‌های عمومی کاملاً منسوخ شده‌اند.

## جستارهای وابسته

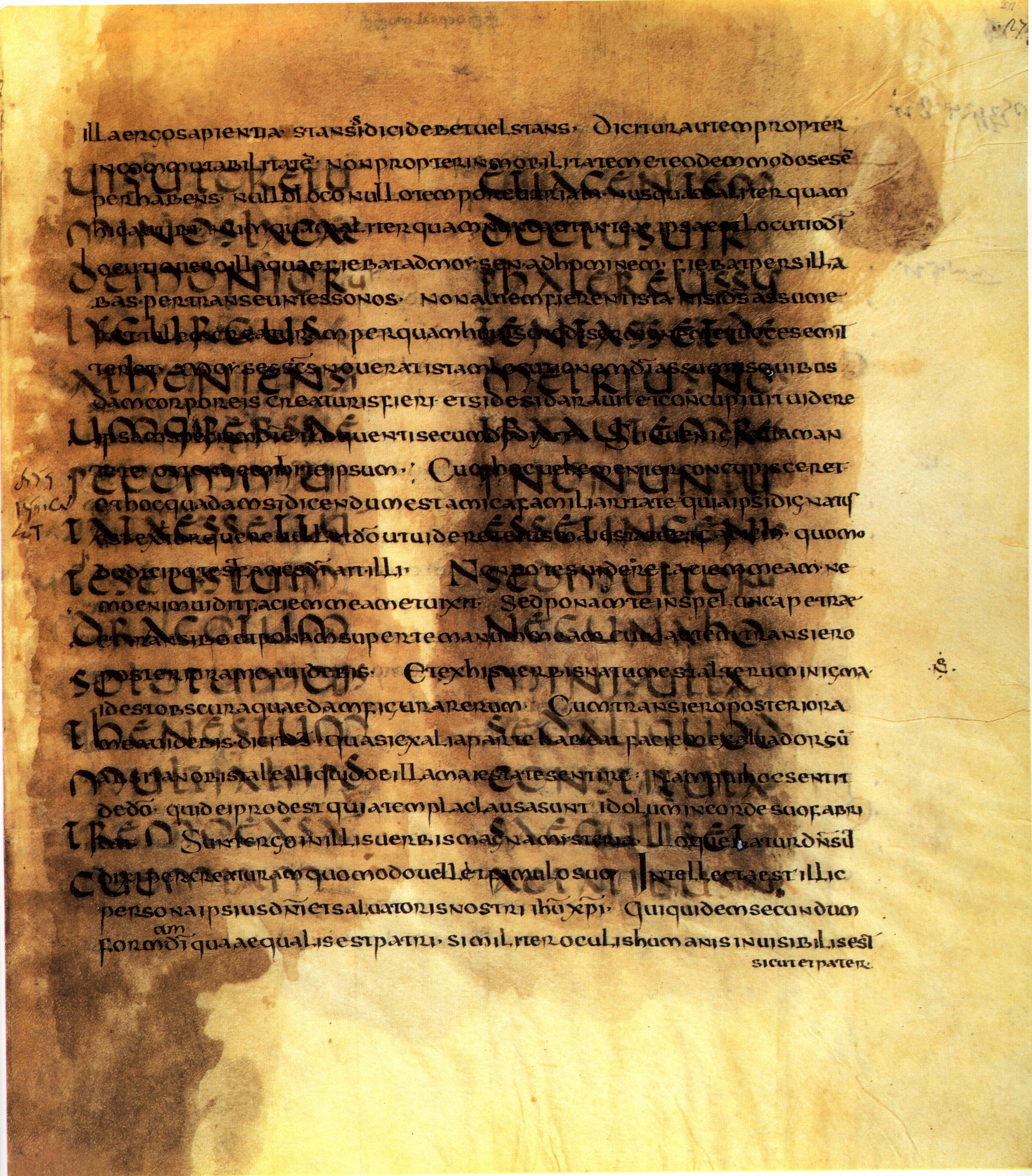
پالیمپسست واتیکان حاوی جمهور سیسرون